# Прапор Київської області
Пра́пор Ки́ївської о́бласті — офіційний символ Київської області. Автор — художник Босенко Василь Васильович.

## Опис
Прапор Київської області являє собою прямокутне полотнище, яке складається з трьох рівних за шириною вертикально розташованих смуг: центральна з них жовтого кольору, крайні — синього. Співвідношенням ширини прапора до його довжини 2:3 (h). На центральній смузі розмішується зображення постаті святого Юрія (Георгія) та змія у пропорціях, які характерні для герба області. При цьому відстань від верхнього краю смуги до німба навколо голови вершника і від нижнього краю смуги до змія дорівнює 0,5 (h), відстань від лівого краю центральної смуги до плаща — 0,09 (h).

## Проєкт прапора
В липні 2023 року, цитуючи схожість теперешнього прапору із прапорами Москви і Московської області, у Київській Обласній Військовій Адміністрації був представлений проєкт нового прапору області. 

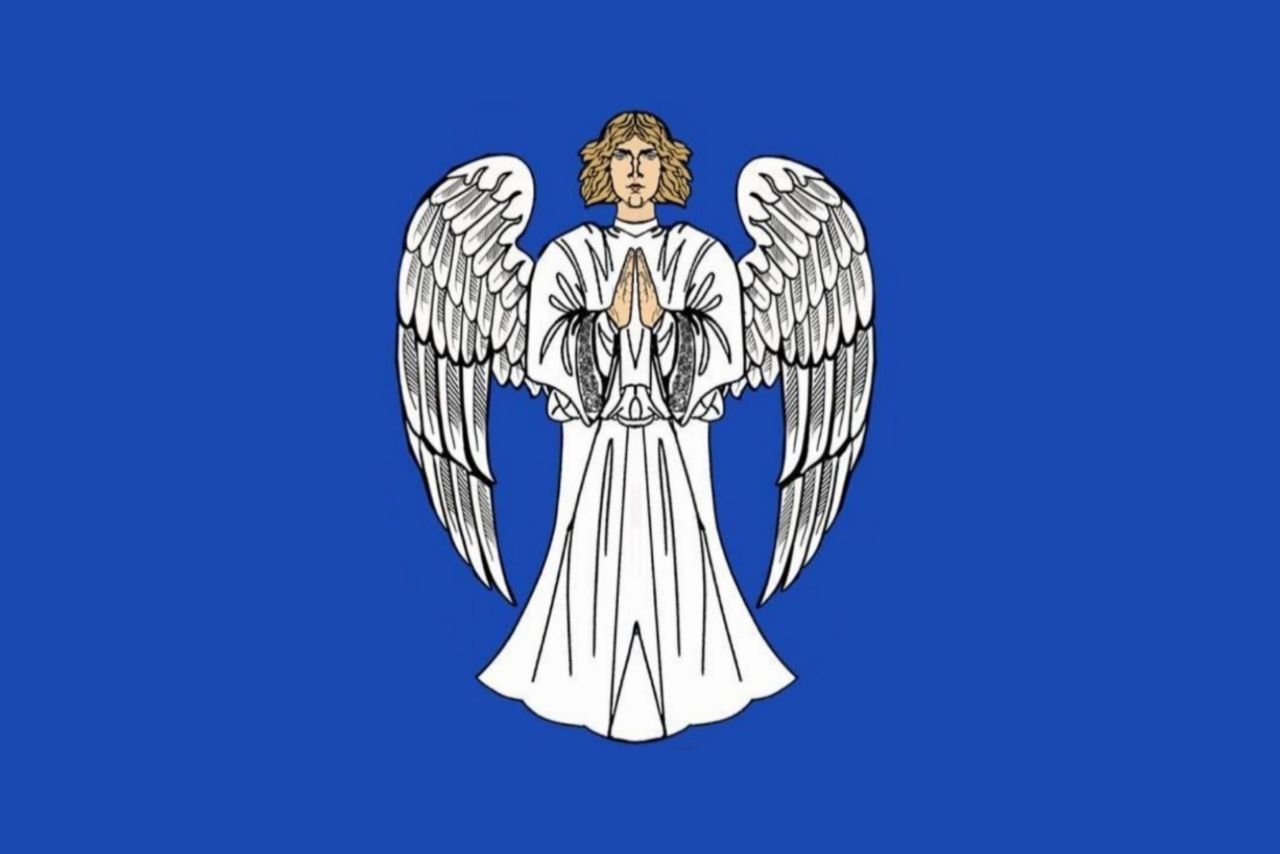
Проєкт прапора Київської області (1)
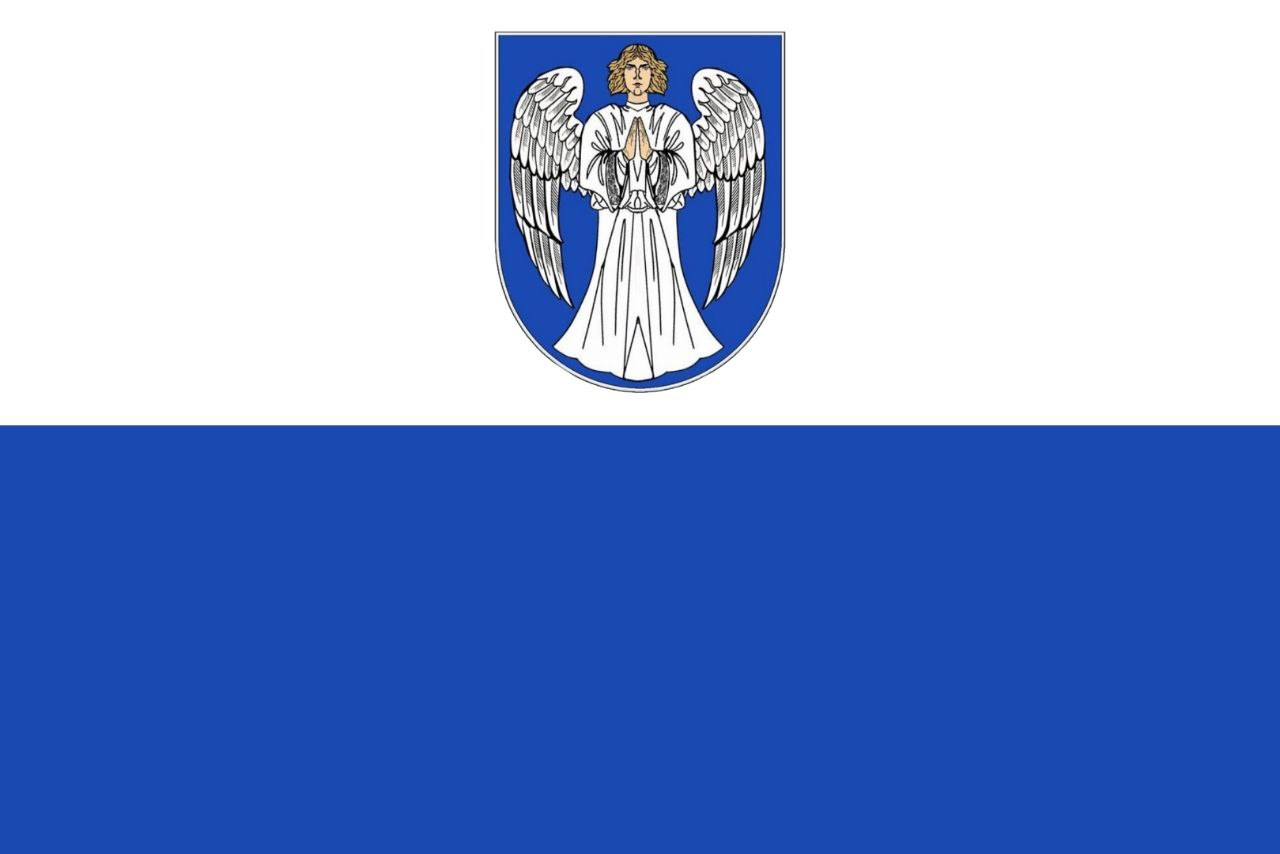
Проєкт прапора Київської області (2)
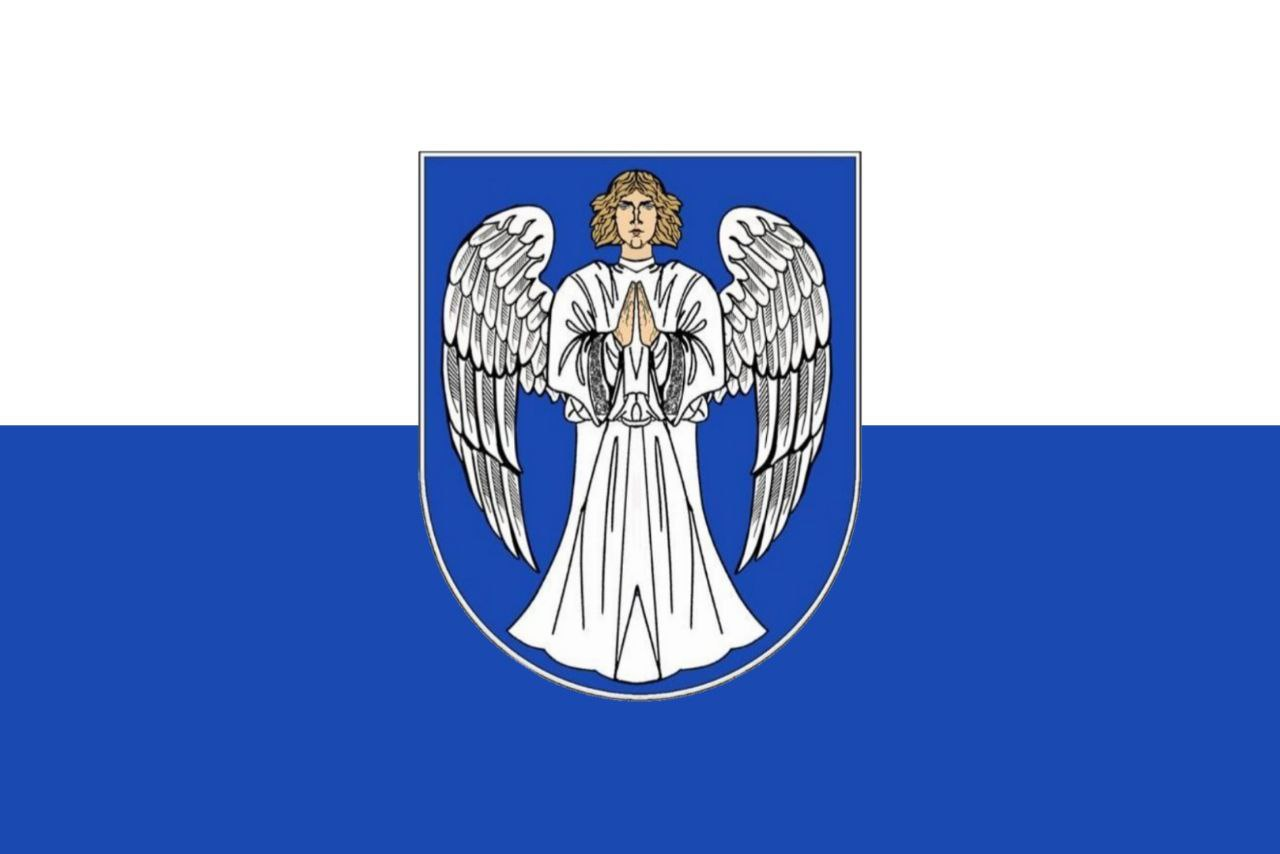
Проєкт прапора Київської області (3)
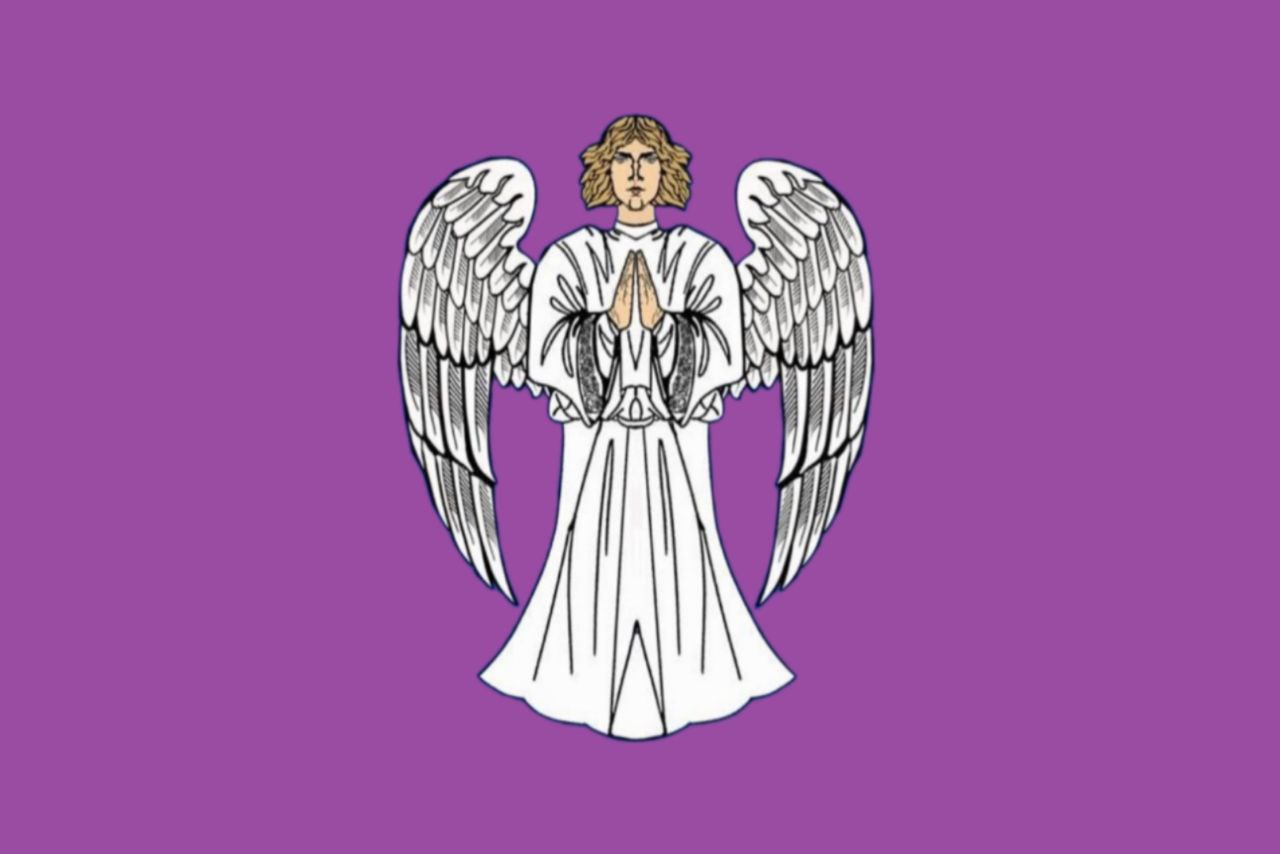
Проєкт прапора Київської області (4)

## Схожі

Прапор Філадельфії
Прапор Барбадосу
Прапор Москви